# Storicismo
Lo storicismo (o "istorismo", termini entrambi derivati dal tedesco Historismus) è un indirizzo filosofico che nasce nella cultura romantica tedesca (il primo autore ad aver impiegato il termine è Novalis), per sottolineare la natura storica e progressiva della manifestazione della verità o Ragione, frutto di una lenta maturazione che procede secondo una precisa logica di sviluppo. La diffusione del termine è dovuta soprattutto agli studi di Ernst Troeltsch e Friedrich Meinecke. I primi autori che presentano un simile modello teorico sono Johann Gottfried Herder nel mondo tedesco e Giambattista Vico in quello latino.

## Descrizione
Una comune insistenza sul tema della storia avvicina infatti le filosofie di Vico, Georg Wilhelm Friedrich Hegel e, la dialettica di Karl Marx (spesso definite appunto "storicismi"). 
Mentre secondo lo storicismo idealistico (Vico, Hegel, Croce) la storia è il luogo in cui si sviluppano e si manifestano dialetticamente le idee nella realtà, secondo Marx, generalmente non considerato storicista (questione ancora dibattuta), la storia finora percorsa (ma non la storia in quanto tale e per sempre) è stata lotta di classe, autoliberazione dell'uomo attraverso la dialettica. Per Marx la storia (intesa come storia umana) è ancora il frutto di valori e movimenti in una dialettica triadica, ma in principio è conseguenza delle condizioni materiali che li generano, non considerandoli quindi come manifestazioni di idee (concetti assoluti e trascendenti), ma come conseguenze di realtà materiali strutturali. Questo concetto consiste nel materialismo storico.
La logica con cui questa verità si rivela nella storia è per lo più vista come compresenza e funzionalità reciproca di progresso e rovina, in polemica con l'Illuminismo. 
Nella tradizione culturale italiana una stagione storicistica molto influente coincide con l'opera di Benedetto Croce e della sua scuola. Secondo Croce la tendenza profonda e antimetafisica del moderno atteggiamento filosofico consiste nell'integrale risoluzione della filosofia in attività di ricerca storico-culturale, che abbandona ogni speculazione trascendente affrancandosi altresì dal modello concettuale delle scienze della natura. Croce definì lo "storicismo" anche come "mitologismo".